# Mosquée Chin

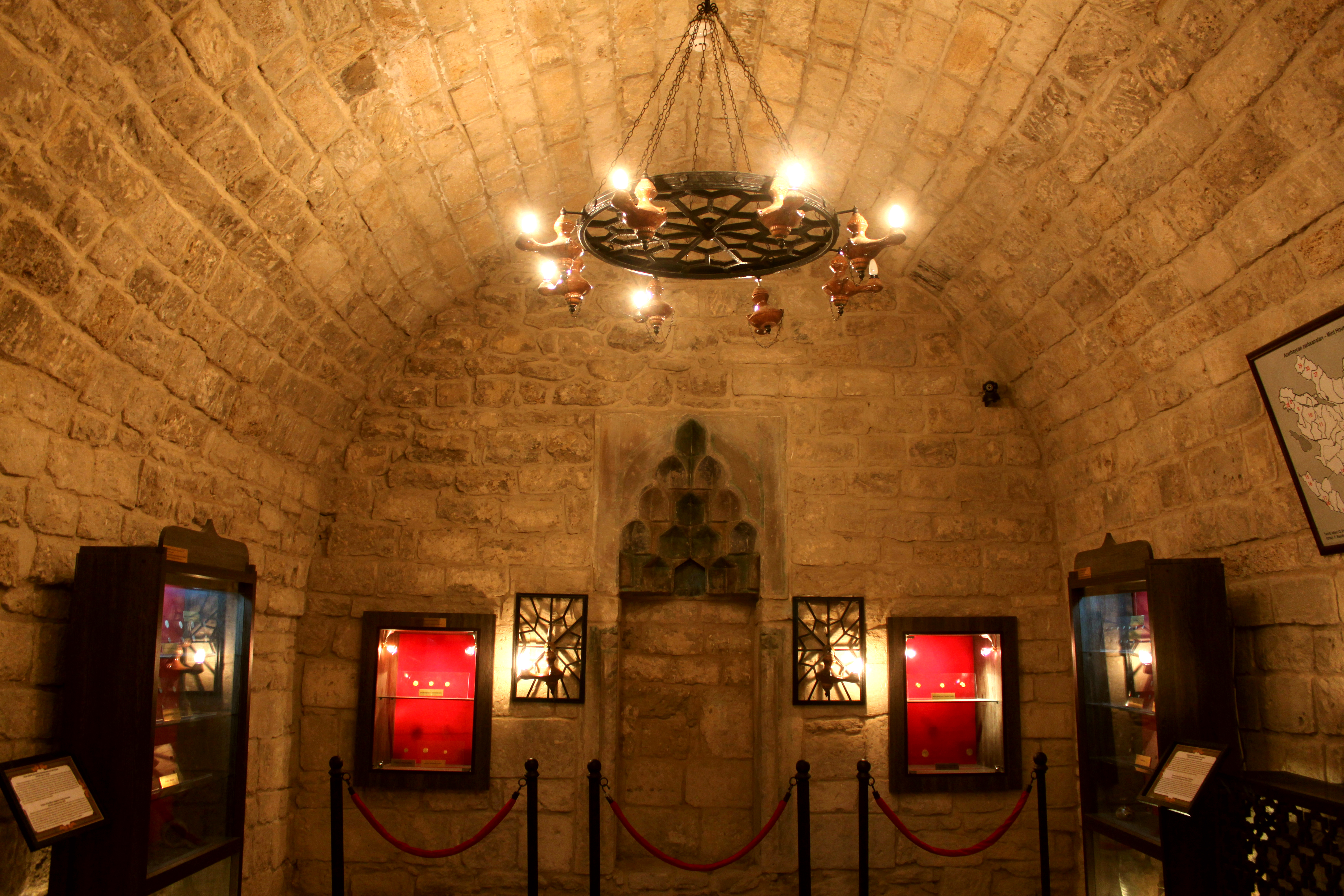

La mosquée Chin (en azerbaïdjanais: Çin məscidi) est une mosquée historique du XIVe siècle. Il fait partie de la vieille ville et est situé dans la rue Kitchik Gala, près du Palais des Chirvanchahs, dans la ville de Bakou, en Azerbaïdjan. Le bâtiment a également été enregistré comme monument architectural national par décision du Cabinet des ministres de la République d'Azerbaïdjan en date du 2 août 2001, n ° 132.

## Histoire
Selon l'inscription épigraphique sur la façade, au sommet de la porte d'entrée, la mosquée a été construite en 1375. Il est également à noter que la mosquée a été construite par la volonté de Fazlullah Imam Ibn Osman Chirvani. Pour cette raison, la mosquée est parfois appelée par son nom.
Il ressort clairement de l’autre écriture épigraphique sur la façade que le monument a été restauré en 1772-1773 par Masood Ali.
En 2012, d'importants travaux de réparation et de restauration ont été effectués sur le musée par le département des réserves historiques et architecturales de la vieille ville.

## Caractéristiques architecturales
Le mihrab stalactique, qui se compose de cinq niveaux encadrés d'un rectangle sur le mur sud de l'intérieur, forme certains motifs de l'école d'architecture Chirvan-Abcheron dans son ensemble.  Aux bords des petites niches sont placées.
La façade principale de la mosquée est asymétrique et sa composition rigide et volumineuse est soulignée par une porte d'entrée de type classique.
Le cadre rectangulaire parfaitement profilé du portail, la cavité profilée et le titre épigraphique arabe sont représentés sous une forme classique, à l'arrière-plan de tout le mur de la façade. Parmi les portails de style oriental du moyen âge de la ville, le portail de cette mosquée est le plus classique.

## Exposition
Des pièces de monnaie anciennes sont exposées et conservées dans la mosquée. L'exposition principale du musée est constituée par les unités monétaires, les pièces de monnaie et d'autres pièces anciennes intéressantes de l'époque des Sasanides, Safavides, Chirvanchah et autres, qui existaient depuis le début de la circulation de l'argent en Azerbaïdjan. Les expositions sont divisées en périodes distinctes et regroupées dans différentes vitrines. Les caractéristiques générales de la période, les spécifications, les types et les informations sur l'emplacement des unités monétaires de cette période sont placés sur un tableau séparé à l'extérieur des vitrines.

## Galerie

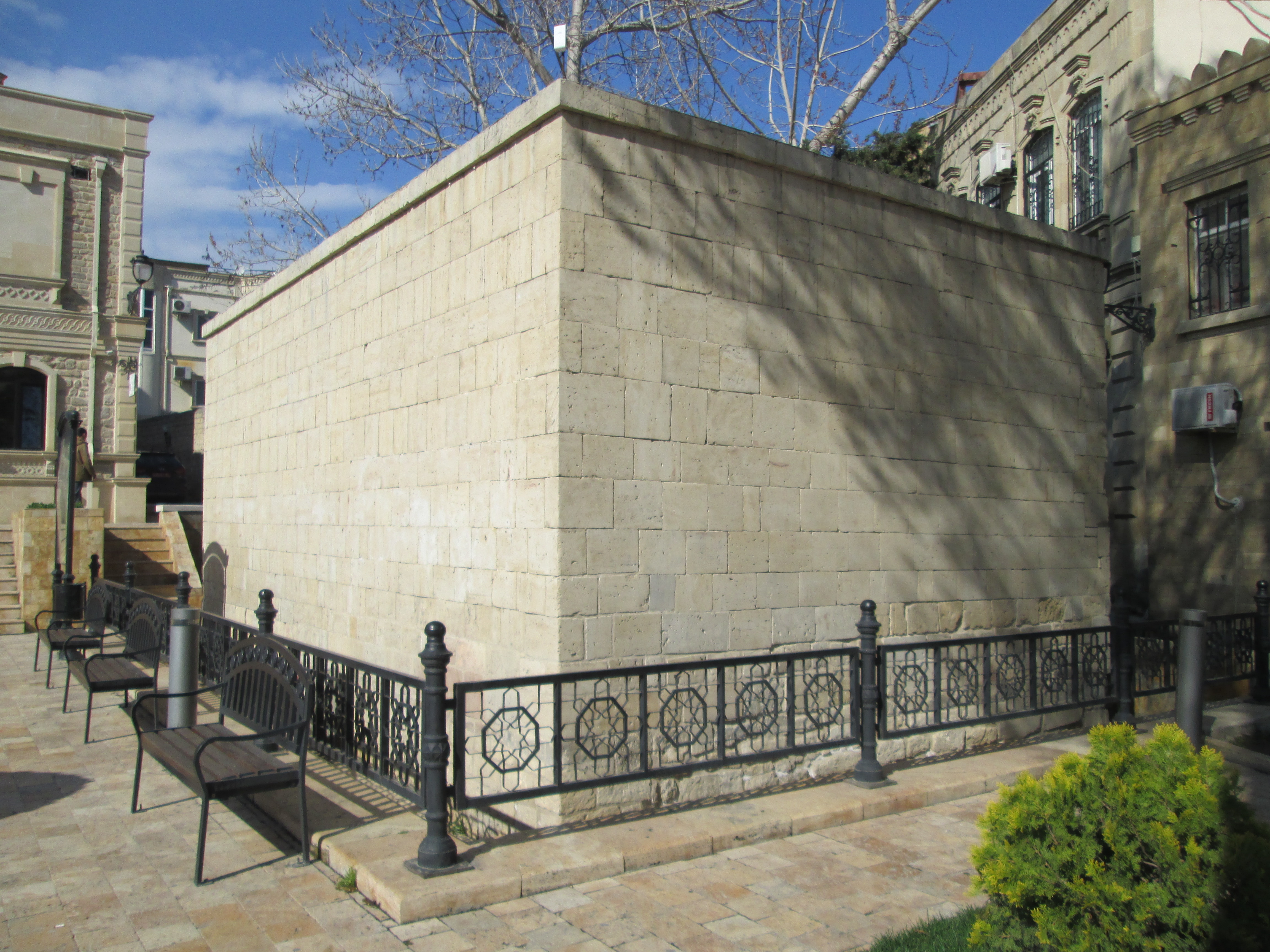
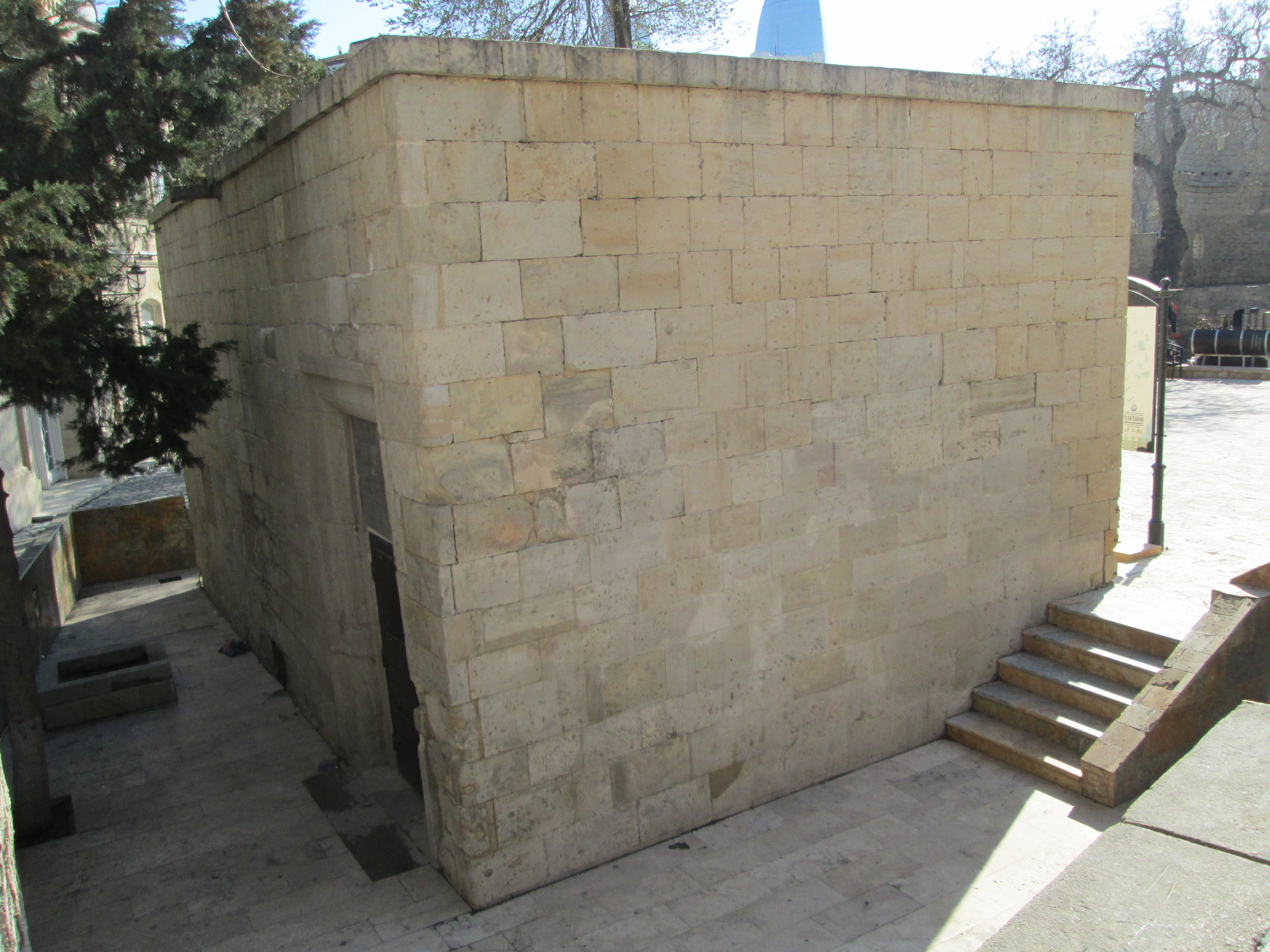
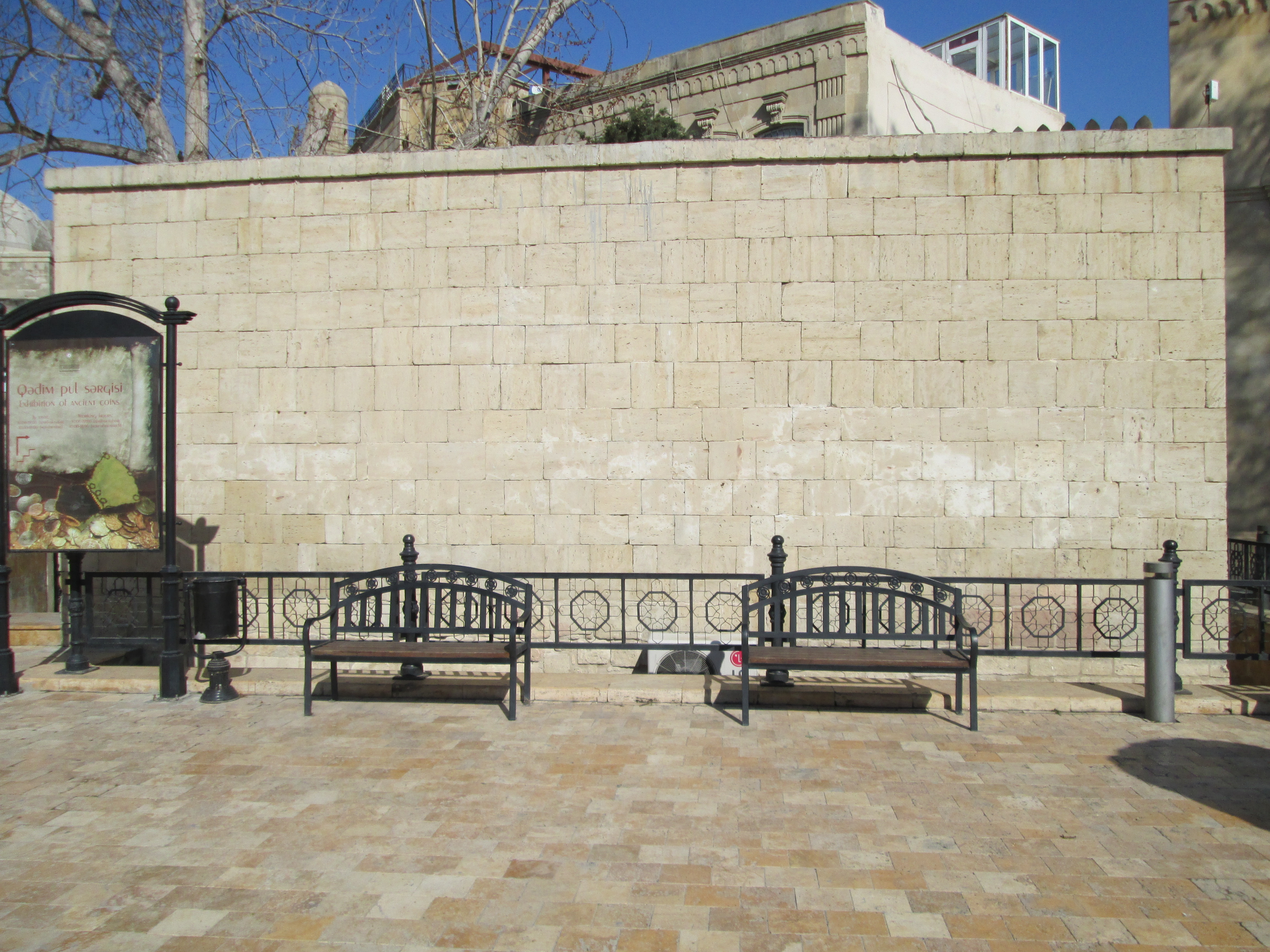
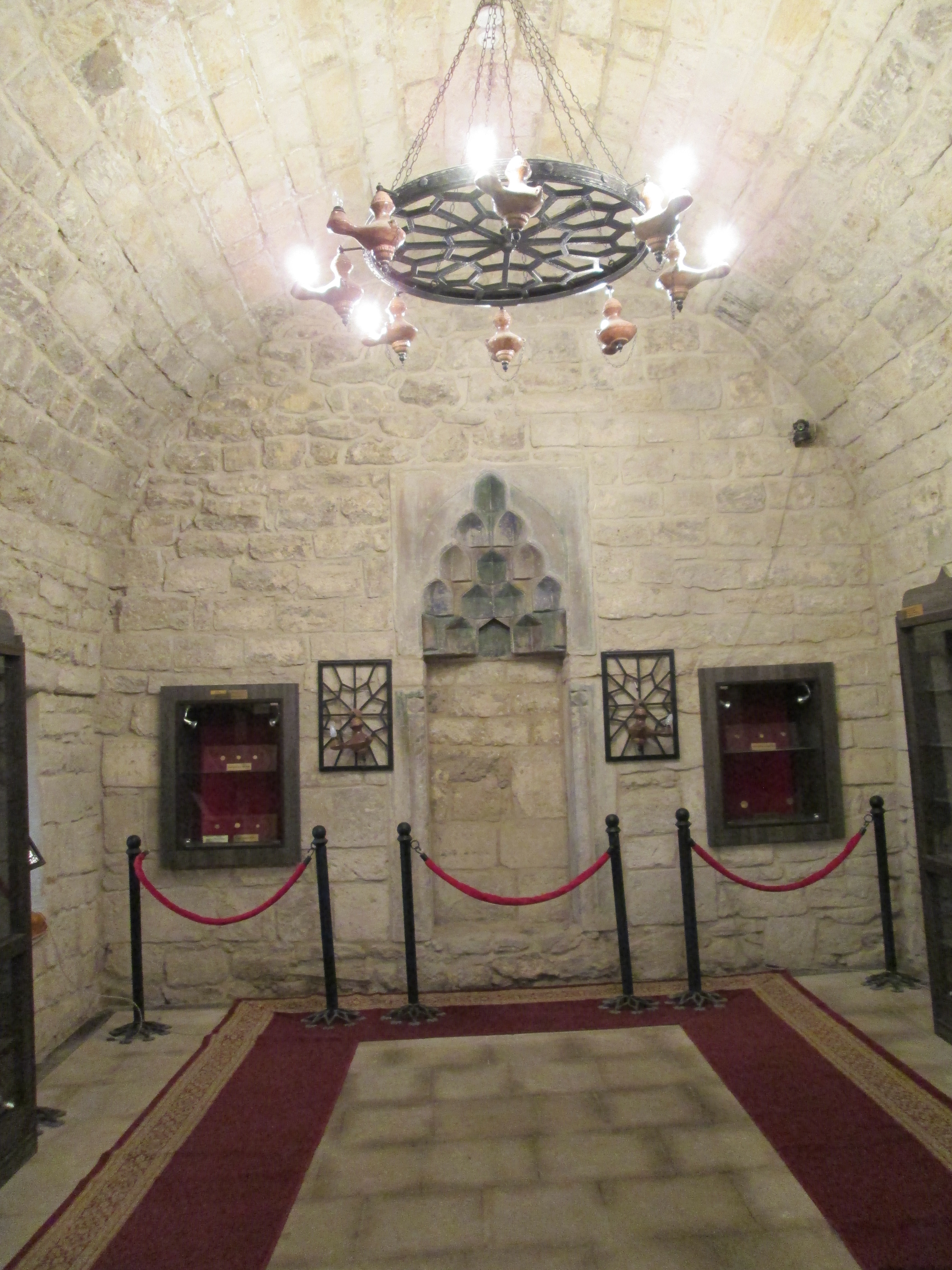
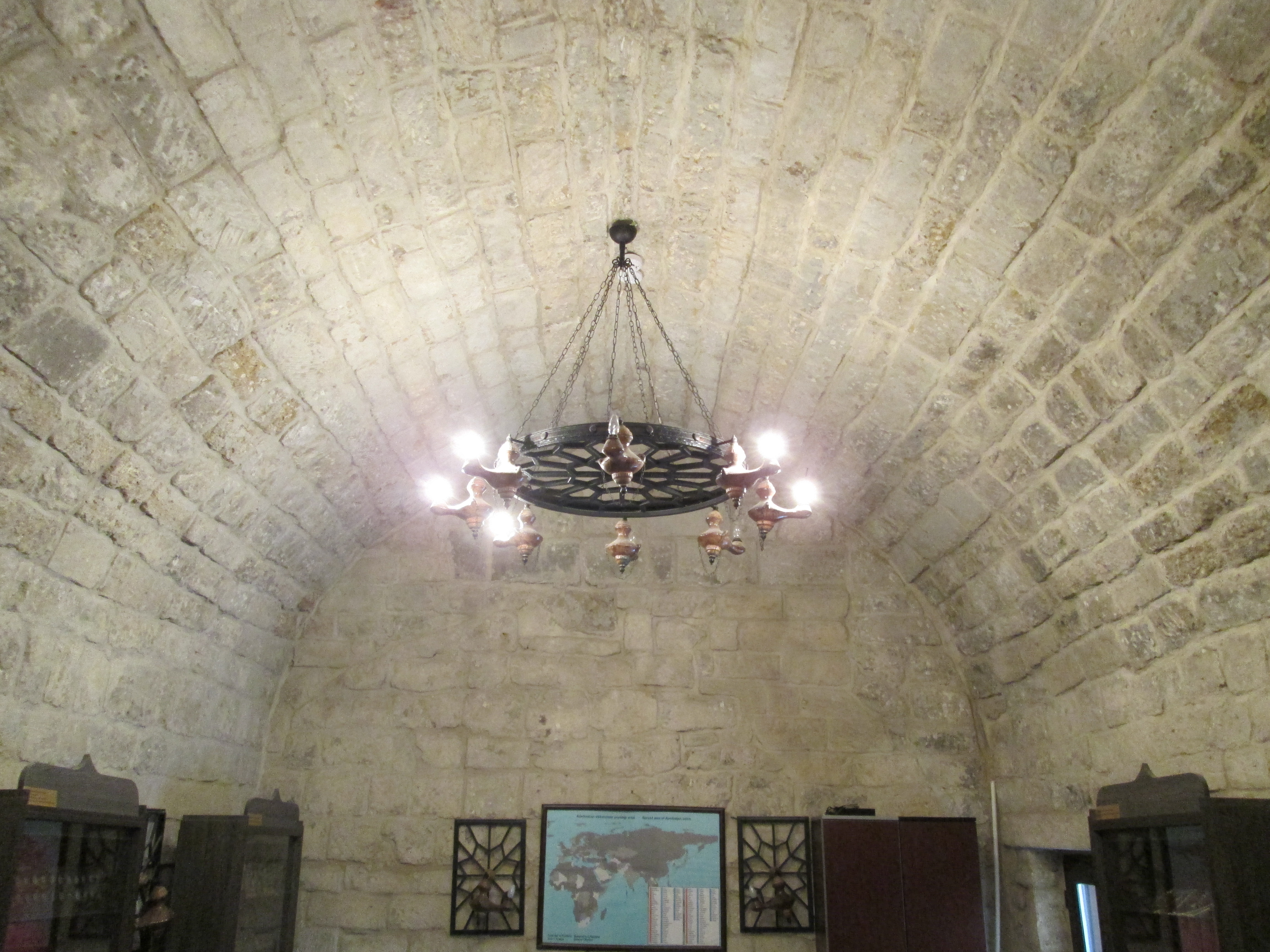
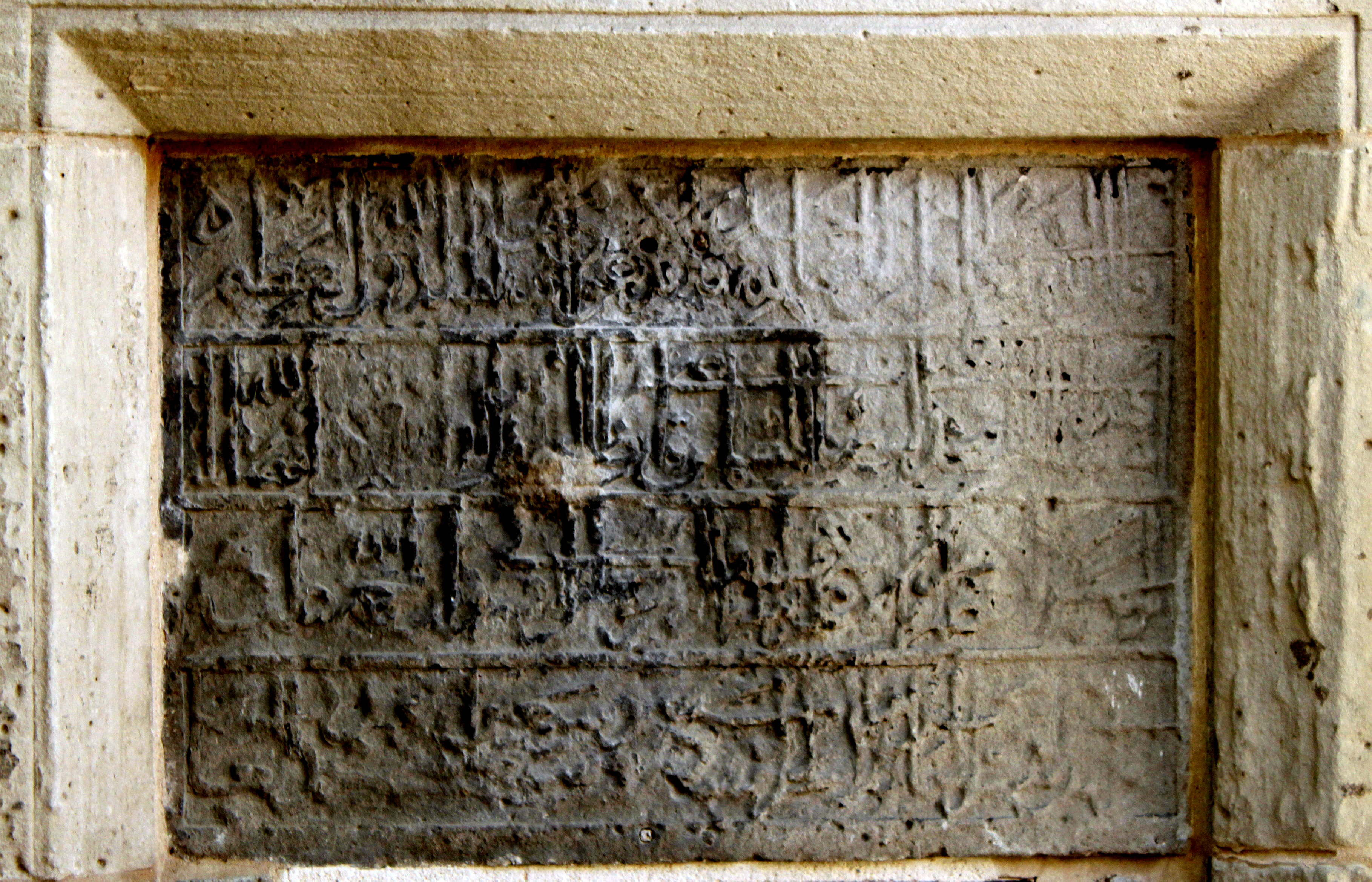
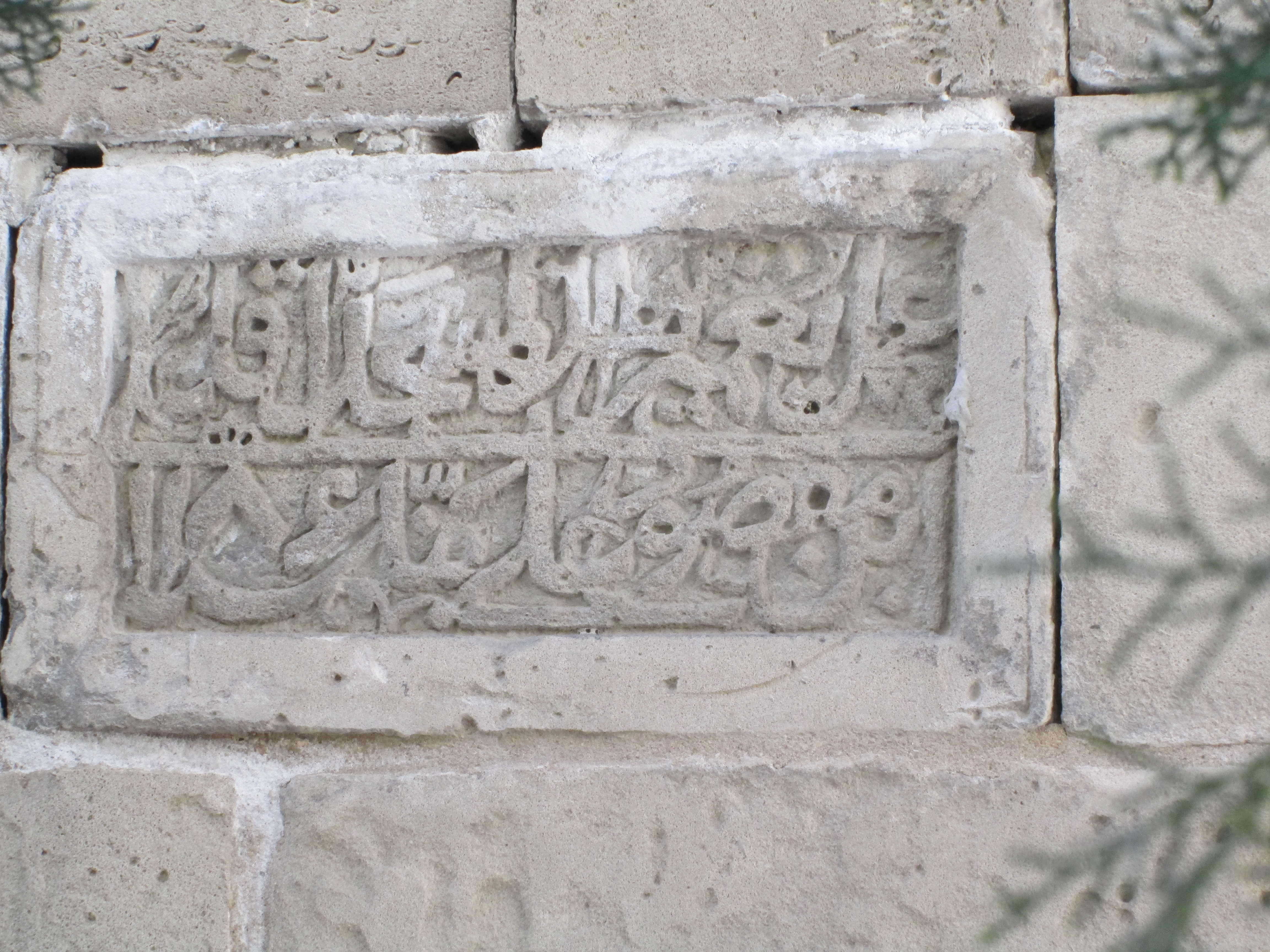